# Joaquín Guzmán López
Joaquín Guzmán López (Culiacán, Sinaloa, 16 de julio de 1986), más conocido como El Güero Moreno, es un exnarcotraficante mexicano y exmiembro de alto rango del Cártel de Sinaloa, una organización criminal con sede en Culiacán. Es hijo de Joaquín Guzmán Loera, considerado el narcotraficante más famoso de México.
Junto a sus hermanos Ovidio Guzmán López, Iván Archivaldo Guzmán Salazar y Jesús Alfredo Guzmán Salazar lideró la facción conocida como Los Chapitos
Sin embargo, el 25 de julio de 2024 en El Paso, Texas, fue detenido por las autoridades de Estados Unidos junto con el conocido narcotraficante Ismael Zambada García.

## Biografía
Joaquín Guzmán López nació el 16 de julio de 1986 en Ciudad Obregón, Sonora. Es hijo del líder del Cártel de Sinaloa, Joaquín Guzmán Loera y su segunda esposa, Griselda López Pérez. Fue criado en la Ciudad de México junto a su hermano directo Ovidio Guzmán López y se presume que estudió una carrera universitaria.

## Trayectoria criminal
Guzmán López inició su carrera delictiva en 2008 tras heredar relaciones e ingresos de su hermano fallecido Édgar Guzmán López. Después de la muerte de Edgar, Joaquín y Ovidio comenzaron a invertir grandes cantidades de dinero en la compra de marihuana en México y cocaína en Colombia. También comenzaron a comprar grandes cantidades de efedrina en Argentina y organizaron el contrabando del producto a México mientras comenzaban a experimentar con la producción de metanfetamina.
Las investigaciones policiales indican que Joaquín y su hermano, Ovidio Guzmán López, ocupan puestos de mando y control de alto nivel dentro de su propia organización narcotraficante, la Organización Criminal Transnacional Guzmán López, bajo el paraguas del Cártel de Sinaloa. Los hermanos Guzmán-López supervisaron aproximadamente once laboratorios de metanfetamina en el estado de Sinaloa, produciendo aproximadamente entre 3,000 y 5,000 libras de metanfetamina por mes. La metanfetamina se vende al por mayor a otros miembros de Sinaloa y a distribuidores radicados en Estados Unidos y Canadá.
El 2 de abril de 2018, ambos hermanos fueron acusados formalmente por un gran jurado federal en el Distrito de Columbia de conspiración para distribuir más de 5 kilogramos de cocaína, 500 gramos de metanfetamina y 1,000 kilogramos de marihuana. Asimismo, el 9 de mayo de 2023 fue sancionado conforme a la Ley General de Cabecillas Extranjeros (Ley Kingpin) de Estados Unidos, por su participación en el tráfico de drogas.

## Captura
El 25 de julio de 2024, Joaquín Guzmán López acompañado de Ismael Zambada García conocido como El Mayo, cofundador del Cártel de Sinaloa, fueron detenidos por las autoridades estadounidenses en El Paso, Texas, cuando ambos aterrizaron en un avión privado Beechcraft King Air en el Aeropuerto de Santa Teresa en Nuevo México.